# Locul fosilifer de pe Dealul Șomleu
Locul fosilifer de pe Dealul Șomleu este o arie protejată de interes național ce corespunde categoriei a IV-a IUCN (rezervație naturală de tip paleontologic), situată în județul Bihor, pe teritoriul administrativ al comunei Sânmartin, satul Betfia.
Rezervația naturală aflată în partea nord-estică a satului Betfia, are o suprafață de 5 ha, și reprezintă un depozit fosilifer din perioada geologică a pleistocenului timpuriu, prins în cambisoluri de tip terra rossa și  alcătuit din resturi fosile de mamifere (carnivore mari), păsări, reptile sau insecte.